# オール・ザ・ラヴァーズ
「オール・ザ・ラヴァーズ」 (All the Lovers) はオーストラリアのシンガーソングライターのカイリー・ミノーグの楽曲。11枚目のスタジオ・アルバム『アフロディーテ』に収録されており、アルバムから先行シングルとしてリリースされた。
カイリーはこの曲について『
「オール･ザ･ラヴァーズ」は、アルバム用に書かれた曲の中でも、最後にできた曲ね。レコーディングをしている最中、“この「オール･ザ･ラヴァーズ」をファースト･シングルにしなくちゃ”って思っていたわ。なぜなら、この曲は、アルバムにある幸福感を完璧に表現しているから。鳥肌が立ったわ』と語っている。
イギリスでは最高位3位まで上昇するヒットとなった、さらにカイリーにとって「スロウ」以来となる4曲目の全米クラブチャート1位を記録している。
カップリングの"Los Amores"はこの曲のスペイン語バージョンである。

## ミュージック・ビデオ
ミュージック・ビデオはロサンゼルスのダウンタウンにて2010年5月8日と5月9日の2日間に渡り撮影された。監督はジョセフ・カーン。このミュージック・ビデオは世界中で話題を集め、解禁後の約1週間で1,000万超の視聴数を記録した。

## トラック・リスト
| - CD 1 1. "All the Lovers" – 3:20 2. "Go Hard or Go Home" - 3:43 - CD 2 1. "All the Lovers" – 3:20 2. "All the Lovers" (WAWA & MMB Anthem Remix) – 6:04 3. "All the Lovers" (Michael Woods Remix) – 7:55 4. "All the Lovers" (XXXchange Remix) – 4:49 5. "All the Lovers" (Music video) - ピクチャー・レコード 1. "All the Lovers" – 3:20 2. "Los Amores" – 3:22 - デジタル・シングル 1. "All the Lovers" – 3:20 - デジタルEP/オーストラリア盤 CD 1. "All the Lovers" – 3:20 2. "All the Lovers" (Wawa & Mmb Anthem Remix) – 6:04 3. "All the Lovers" (Michael Woods Remix) – 7:55 4. "All the Lovers" (XXXchange Remix) – 4:49 | - "All The Lovers (WAWA & MMB Anthem Edit) USデジタル・シングル 1. "All the Lovers" (WAWA & MMB Anthem Edit) – 3:21 - "All The Lovers" Masterbeat Mix Contest デジタルEP 1. "All the Lovers" (Lead Vocal Stem) – 3:22 2. "All the Lovers" (Background Vocal Stem) – 3:22 3. "All the Lovers" (Drums & Bell Stem) – 3:22 4. "All the Lovers" (Synth Stem) – 3:22 5. "All the Lovers" (Piano Stem) – 3:22 6. "All the Lovers" (Bass Stem) – 3:22 7. "All the Lovers" (Top Hook Stem) – 3:20 - "Los Amores" メキシコ・デジタル・シングル 1. "Los Amores" – 3:19 |